# ماديسون تشارني
ماديسون تشارني هي متزلجة تزلج صدري كندية، ولدت في 5 أكتوبر 1994 في بروكس في كندا.

## وصلات خارجية
- ماديسون تشارني على موقع IBSF (الإنجليزية)